# Голодные Ставы
Голодные Ставы (укр. Голодні Стави) — река в Тернопольском и Чортковском районах Тернопольской области, Украина. Левый приток реки Тайна (бассейн Днестра).
Берёт начало из источников возле села Глещава. Долина трапециевидная, глубина 20-35 м, ширина до 1,2 км. Пойма двусторонняя, шириной до 100—150 м. Русло слабо извилистое, шириной до 3-5 м. Уклон реки 1,3 м/км. Питание смешанное с преобладанием снегового. Замерзает в декабре, вскрывается в марте. Используется для хозяйственных нужд. На берегах реки расположен город Хоростков.